# 天主教克雷塔羅教區
天主教克雷塔羅教區（拉丁語：Dioecesis Queretarensis）是墨西哥一個羅馬天主教教區，屬萊昂總教區。
教區於1863年1月26日成立，包括克雷塔羅州以及瓜納華托州七市。2010年有教友1,809,000人（佔轄區總人口97.5%）、109堂區、338名司鐸。教區主教現時出缺，榮休主教為瑪略·德-加斯佩林-加斯佩林。